# Horsfieldia subtilis
Horsfieldia subtilis är en tvåhjärtbladig växtart som först beskrevs av Friedrich Anton Wilhelm Miquel, och fick sitt nu gällande namn av Otto Warburg. Horsfieldia subtilis ingår i släktet Horsfieldia och familjen Myristicaceae.

## Underarter
Arten delas in i följande underarter:
- H. s. aucta
- H. s. auctissima
- H. s. calcarea
- H. s. rostrata